# District de Sanginsuu
Le district de Sanginsuu (en finnois : Sanginsuun suuralue) est un district  de la ville d'Oulu en Finlande. 

## Description
Le district a 584 habitants (31.12.2018)
.